# Hoh Xil
Cet article concerne la région chinoise du Hoh Xil ou Kekexili. Pour le film du même nom, voir Kekexili, la patrouille sauvage.
Pour les articles homonymes, voir Hoh.
Le Hoh Xil (du mongol bitchig : ᠬᠥᠬᠡ ᠰᠢᠯ ; mongol cyrillique : Хөх шил ; translittération : Khökh shil, littéralement : « Mont bleu » ), retranscrit Kekexili (chinois : 可可西里 ; pinyin : kěkěxīlǐ et en  tibétain : ཁུ་ཁུ་ཞིལ།, Wylie : ho ho zhi li) est une région géographique isolée dans le Nord-Ouest de la province du Qinghai, au Nord-Est du plateau tibétain, en Chine.

## Nom
Il existe également un nom tibétain indépendant : tibétain : ཨ་ཆེན་གངས་རྒྱལ།།, Wylie : a chen gangs rgyal, signifiant littéralement « Seigneur de dix mille montagnes ». Cette appellation est transcrite en chinois par 阿卿贡嘉, āqīnggòngjiā.

## Géographie
La région recouvre 83 000 km2, entre les chaînes de montagnes Tanggula et Kunlun, dans une zone frontalières entre le nord de la région autonome du Tibet, le nord-ouest de la province du Qinghai et le sud-est du Xinjiang. L'altitude moyenne atteint 4 800 m. 45 000 km2 sont la réserve naturelle nationale de Qinghai-Hoh Xil  depuis 1995.
La zone est la moins densément peuplée de Chine, et l'une des moins densément peuplées du monde.
La ligne ferroviaire Qing-Zang passe le long de la bordure orientale de la réserve naturelle. Sur cette ligne, le tunnel Fenghuoshan mesurant 1338 mètres de long est le plus haut tunnel ferroviaire du monde avec une altitude de 4 905 mètres.

## Faune
Malgré le climat, le Hoh Xil héberge plus de 230 espèces d'animaux sauvages, 20 étant protégées, comme le yak sauvage, l'âne sauvage, l'ours brun et l'antilope du Tibet.

## Film
La région est le lieu de l'action du film chinois Kekexili, la patrouille sauvage, sorti en 2004, parlant des problèmes de braconnage que subit l'antilope du Tibet, animal en voie de disparition.